# LibriVox
 (février 2020).

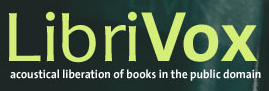
Logotype de LibriVox

LibriVox est une bibliothèque numérique gratuite de livres audio. Ces livres sont composés d'œuvres du domaine public, lues par des volontaires.
Le projet LibriVox a débuté en août 2005. Il contenait, en janvier 2009, 2014 livres complets plus d'autres œuvres courtes, principalement en anglais (plus de 10 000 titres) avec 46 langues représentées.
En janvier 2020, 32 900 livres étaient enregistrées dans 78 langues sur le site. L'anglais est la plus représentée (83 %). Elle est suivie par l'allemand (7 %) puis le français (2 % avec 744 livres) et l'espagnol (2 %).

## Historique

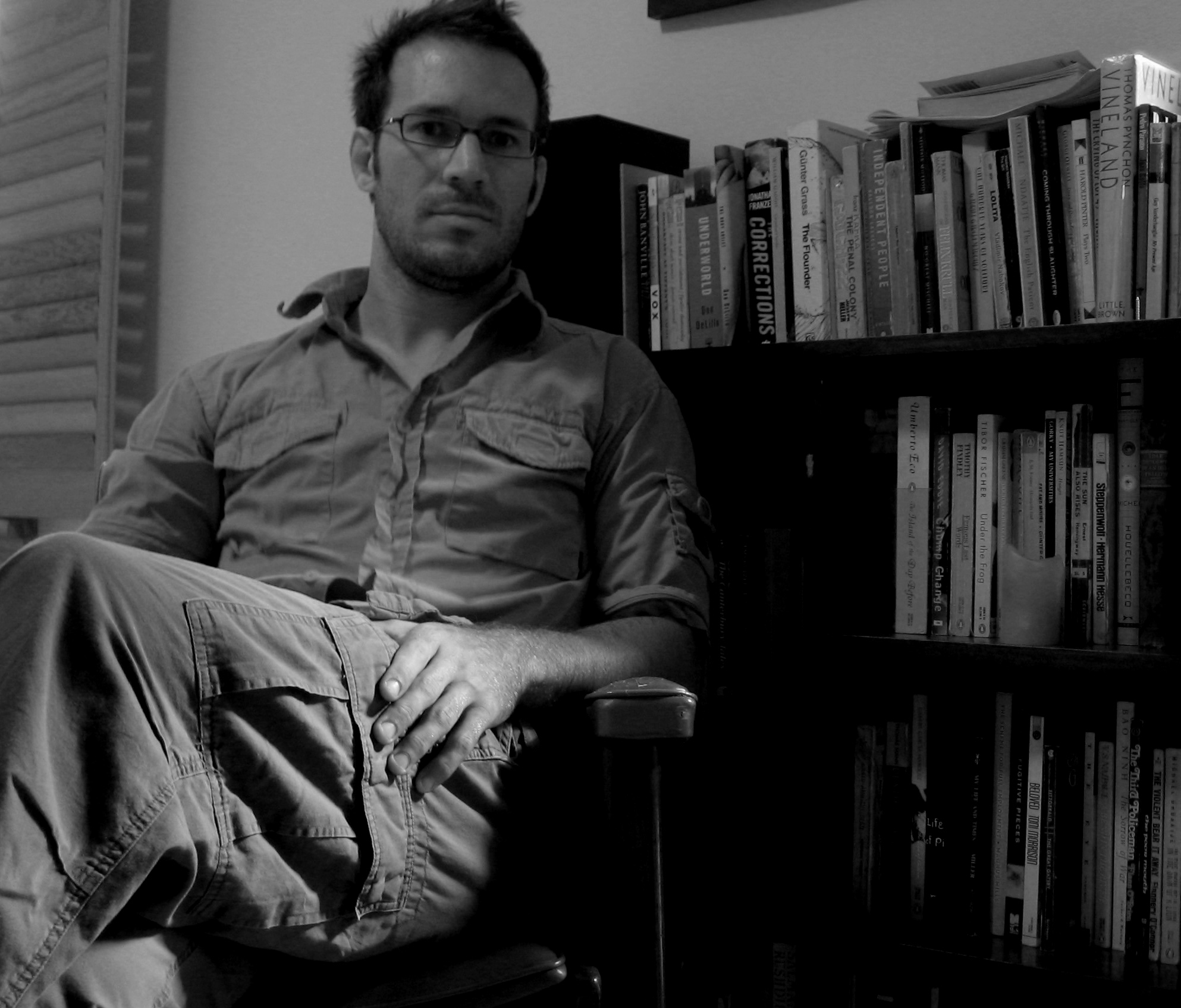
Hugh McGuire en 2006

L'écrivain montréalais Hugh McGuire a lancé le blog précurseur en août 2005. 
Il explique sa volonté de mettre à disposition des auditeurs les vieux livres libres de droit et la philosophie de LibriVox dans une interview de 2006.
Le premier livre audio mis sur la plateforme est L'Agent secret.

## Processus de création
Un livre peut être lu par une ou plusieurs personnes. Dans le deuxième cas, un coordinateur prend en charge le découpage et la distribution des parties ou chapitres à lire, puis rassemble les fichiers audio et enregistre les informations relatives à l'œuvre traitée. Aucune sélection n'est faite sur la diction du lecteur, seule la qualité technique des enregistrements compte. 
Une fois l'œuvre entièrement enregistrée par les différents contributeurs, une vérification de l'écoute (proof-listening) et la normalisation de la voix est faite par différents membres de la communauté afin de certifier la qualité du contenu. Ce n'est qu'une fois cet examen terminé que le livre audio est mis à la disposition de tous.
C'est le plaisir de lire et de partager qui est mis en avant.

## Licence d'utilisation
Toutes les œuvres d'origine ainsi que les fichiers audio sont dans le domaine public et distribués sous licence Creative Commons. Cela autorise toute utilisation (commerciale ou non) sans aucune contrainte.
LibriVox est ainsi une alternative gratuite et libre souvent citée en référence pour qui veut écouter des livres audio libres de droit,.